# Erzgrube Breinigerberg
Die Erzgrube Breinigerberg war nach der Erzgrube Diepenlinchen die größte und ergiebigste Erzgrube auf dem heutigen Stolberger Stadtgebiet im westlichen Nordrhein-Westfalen. Sie baute hauptsächlich Zinkerz und Bleierz ab. Im Bereich des gleichen Erzfeldes gab es bereits während der Römerzeit Erzbergbau, und zur Zeit der Kupfermeister wurde durch den Betrieb von Kleinbergbau hauptsächlich Galmei eingewonnen.
Die Großkonzession Breinigerberg entstand im zweiten Viertel des 19. Jahrhunderts durch Zusammenlegung von stark zersplittertem Grubenbesitz. Das Grubenfeld lag beidseits der von Nachtigällchen zum Ort Breinigerberg führenden Straße, wobei der Hauptteil des Feldes südöstlich ebendieser Straße lag. Zu Anfang des Großbetriebes gehörte die Grube mehreren Anteilseignern, darunter dem Eschweiler Bergwerksverein (bzw. später Eschweiler Gesellschaft), der Metallurgische Gesellschaft zu Stolberg (später Stolberger Gesellschaft) und der Allianz. 1853 wurde eine für die damalige Zeit recht aufwendige Aufbereitungsanlage errichtet. Nach Auflösung der Allianz gelangte die Grube Breinigerberg 1856 gänzlich in den Besitz der Eschweiler Gesellschaft.
Die Schächte der Grube Breinigerberg trugen die Namen Bleigrube, Brett, Duhm, Emilie - Maria, Fetis, Gosselin, Haas I und II, Henriette, Hermannstein I und II, Hillmann, Karl, Keller, Königreich, Lintert, Loenie, Lohkuhl, Quarsack I II und III, Schlangenberg I und II, Schleicher, Steffens, Toschee I und II sowie Wasserbund. Die Erzkörper trugen ebenfalls häufig Eigennamen, wobei die Namen der Erzmittel oft mit der Benennung der sie aufschließenden Schächte identisch waren: Adolphsgang, Bernhardgang, Bleigrubengang, Bleigrubenstockwerk, Brennesselgang, Duhmgang, Eickholdnester, Erzgrubengang, Gosselingang, Haasgang, Heinrichstockwerk, Hermannsteingang, Hillmannsgang, Königreichgang, Lintertgang, Lohkuhlgang, Macnamaragang, Nagelmackersgang, Quarsackgang, Rainbeauxgang, Schafberggang, Schlüsselgang, Schmittchengang, Schmitzgang, Schnellewindgang, Schwefelkiesstockwerk, Toschéestockwerk, Wolfsgrubegang.
Der Umfang des Betriebes kam bis 1870 dem der Erzgrube Diepenlinchen gleich. Die Jahresförderung belief sich auf 3.000 bis 6.600 t bei einer Belegschaftsstärke von über 700 Mitarbeitern, davon 200 Hauer. Die Grubenbaue erreichten eine Teufe von 105 m, so dass im Gegensatz zu Diepenlinchen, ein Großteil der geförderten Erze der Galmeiparagenese angehörte. Erst in den späteren Betriebsjahren spielten die Primärerze eine größere Rolle.

## Stilllegung
Während der Kriegsjahre 1870 und 1871 kam der Grubenbetrieb völlig zum Erliegen, wurde jedoch 1881 nach einjähriger Vorbereitungszeit nochmals aufgenommen. Die endgültige Schließung erfolgte 1883. Ausschlaggebend für die Grubenschließung waren Probleme mit der Wasserhaltung sowie die Tatsache, dass man während der Kriegsjahre nicht in der Lage gewesen war, teilweise noch vorhandene Erzmittel für den Abbau vorzurichten.
1921 wurde mit dem Schachtgebäude Maria der letzte Rest der Grubenanlage abgebrochen. Das Grubenfeld Breinigerberg stellt sich heute als ausgeprägte Pingen-Landschaft dar. Auf Grund der zu Tage tretenden Kalksteinformationen hat sich hier der typische Kalkmagerrasen entwickelt. Dort, wo die Erze an der Tagesoberfläche anstehen bzw. durch anthropogene Umlagerung dorthin gelangten, ist das Gebiet von der regionaltypischen Galmeiflora bewachsen. Nach Aufgabe der Grube ließ man das Gelände ohne Rekultivierung als Industriebrache liegen. Es entstand eine Ödlandfläche – im Volksmund abschätzig „Balkan“ genannt. Bis in die späten 1980er Jahre wurde das Gelände militärisch als Übungsplatz genutzt. Anfang der 1990er Jahre wurde das Gebiet um den Schlangenberg wegen der hier vorkommenden, endemischen Vegetationsformen Kalkmagerrasen und Galmeiflora unter Naturschutz gestellt. Anders als bei allen anderen Erzgruben bei Stolberg sind die Erzmittel der Grube Breinigerberg ausschließlich im devonischen Eifelkalk eingelagert. Bis heute werden die Schächte von dem Stolberger Wasserwerk genutzt.